# علم النفس الصحي
علم النفس الصحي أو علم نفس الصحة هو دراسة العمليات النفسية والسلوكية في الصحة والمرض والرعاية الصحية. يهتم بفهم الكيفية التي تساهم العوامل النفسية والسلوكية والثقافية في الصحة البدنية والمرض. يمكن أن تؤثر العوامل النفسية على الصحة مباشرة. على سبيل المثال، يمكن لعوامل الإجهاد البيئي التي تحدث بشكل مزمن مؤثرةً على المحور النخامي الوطائى الكظرى بشكل تراكمي أن تضر بالصحة. ويمكن أن تؤثر العوامل السلوكية على صحة الشخص. على سبيل المثال، يمكن لبعض السلوكيات -مع مرور الوقت- أن تضر (مثل التدخين أو استهلاك كميات مفرطة من الكحول)، أو أن تعزز الصحة (كالمشاركة في ممارسة التمارين الرياضية). يأخذ علماء النفس الصحي مقاربة بيولوجية نفسية اجتماعية. بعبارة أخرى، يفهم علماء النفس الصحي أن الصحة ليست نتاج العمليات البيولوجية (مثل فيروس أو ورم أو ما إلى ذلك) فحسب، بل هي نتاج نفسي (مثل الأفكار والمعتقدات)، وسلوكي (مثل العادات)، واجتماعي (مثل الحالة الاجتماعية الاقتصادية والإثنية).
من خلال فهم العوامل النفسية التي تؤثر على الصحة، وتطبيق هذه المعرفة بشكل بنّاء، يستطيع علماء النفس الصحي تحسين الصحة من خلال العمل بشكل مباشر مع المرضى الأفراد أو بشكل غير مباشر في برامج الصحة العامة الواسعة النطاق. بالإضافة إلى ذلك، يمكن أن يساعد علماء النفس الصحي في مجال الصحة في تدريب اختصاصيي الرعاية الصحية الآخرين (مثل الأطباء والممرضين) على الاستفادة من المعرفة التي ولدها هذا النظام عند علاج المرضى. يعمل علماء النفس الصحي في مجموعة متنوعة من البيئات جنباً إلى جنب مع غيرهم من المهنيين الطبيين -في المستشفيات والعيادات، وفي أقسام الصحة العامة التي تعمل على تغيير السلوك على نطاق واسع-، وبرامج تعزيز الصحة، وفي الجامعات والمدارس الطبية، فيدرسون ويقيمون الأبحاث.
رغم أنه يمكن تتبع البدايات الأولى لهذا الفرع إلى علم النفس السريري، ومجال مرتبط وهو علم النفس الصحي الوظيفي، إلّا أنه قد تطورت أربعة أقسام مختلفة داخل علم النفس الصحي بمرور الوقت: علم النفس الصحي السريري، وعلم نفس الصحة العامة، وعلم النفس الصحي المجتمعي، وعلم النفس الصحي الحرج. تشمل المنظمات المهنية في مجال علم النفس الصحي شعبة 38 من الجمعية النفسية الأمريكية، وشعبة علم النفس الصحي من الجمعية البريطانية لعلم النفس، والجمعية الأوروبية لعلم النفس الصحي، وكلية علماء النفس الصحي من الجمعية الأسترالية لعلم النفس. تمنح شهادة متقدمة في الولايات المتحدة «طبيب نفسي صحي سريري» من خلال المجلس الأمريكي لعلم النفس المهني.

## نظرة عامة
أدت التطورات الأخيرة في مجال البحوث النفسية والطبية والفسيولوجية إلى نشوء طريقة جديدة في التفكير في الصحة والمرض. يعتبِر هذا التصور -المسمى بالنموذج النفسي الحيوي الاجتماعي- الصحة والمرض نتاج مجموعة من العوامل بما في ذلك الخصائص البيولوجية (على سبيل المثال، الاستعداد الوراثي)، والعوامل السلوكية (على سبيل المثال، نمط الحياة والضغط والمعتقدات الصحية)، والظروف الاجتماعية (على سبيل المثال التأثيرات الثقافية والعلاقات الأسرية والدعم الاجتماعي).
يطلَق على علماء النفس الذين يسعون إلى فهم الكيفية التي تؤثر بها العوامل البيولوجية والسلوكية والاجتماعية على الصحة والمرض وصف علماء النفس الصحي. يستخدم علماء النفس الصحي معرفتهم بالنفس والصحة لتعزيز الرفاه العام وفهم المرض البدني. يدرَّبون بشكل خاص لمساعدة الناس على التعامل مع الجوانب النفسية والعاطفية للصحة والمرض. يجري مختلف اختصاصيي الرعاية الصحية -مثل الأطباء وأطباء الأسنان والممرضين ومساعدي الأطباء واختصاصيي التغذية والاختصاصيين الاجتماعيين والصيادلة والمعالجين الفيزيائيين والمعالجين الوظيفيين والقساوسة- البحوث ويقدمون التقييمات السريرية وخدمات العلاج. يركز العديد من علماء النفس الصحي على البحوث الوقائية والتدخلات الرامية إلى تعزيز أساليب الحياة الصحية ومحاولة إيجاد سبل لتشجيع الناس على تحسين صحتهم. على سبيل المثال، قد تساعد الأشخاص على فقدان الوزن أو إيقاف التدخين. يستخدم علماء النفس الصحي مهاراتهم في محاولة تحسين نظام الرعاية الصحية. على سبيل المثال، قد ينصحون الأطباء بطرق أفضل للتواصل مع مرضاهم. يعمل علماء النفس الصحي في العديد من البيئات المختلفة بما في ذلك خدمة الصحة الوطنية في المملكة المتحدة، والممارسة الخاصة، والجامعات، والمجتمعات، والمدارس والمنظمات. في حين يقدّم العديد من علماء النفس الصحي خدمات سريرية باعتبارها جزءاً من واجباتهم، ويؤدي آخرون أدوارًا غير سريرية، تنطوي في المقام الأول على التدريس والبحث. تتضمن أهم الدوريات علم النفس الصحي، مثل: مجلة علم النفس الصحي، والمجلة البريطانية لعلم النفس الصحي، وعلم النفس التطبيقي: الصحة والرفاهية. يمكن لعلماء النفس الصحي العمل مع الناس على أساس واحد إلى واحد، في مجموعات الأسرية، أو على مستوى أكبر من السكان.

### علم النفس الصحي السريري
علم النفس الصحي السريري هو تطبيق المعرفة العلمية، المستمدة من مجال علم النفس الصحي، على الأسئلة السريرية التي قد تنشأ عبر نطاق الرعاية الصحية. يعَد علم النفس الصحي السريري أحد المجالات العديدة لممارسة التخصص لأطباء النفس السريريين. يِعد أيضا مساهمة رئيسة في مجال الصحة السلوكية الذي يركز على الوقاية وفي مجال الطب السلوكي الموجه للعلاج. تشمل الممارسة السريرية التعليم، وأساليب تغيير السلوك، والعلاج النفسي. وفي بعض البلدان، يستطيع اختصاصي العلاج النفسي، مع تدريب إضافي، أن يصبح طبيباً نفسياً، وبالتالي يحصل على امتيازات الوصفة الطبية.

### علم نفس الصحة العامة
يُوجَّه علم النفس الصحي العام للسكان، ويهدف إلى التحقيق في الروابط السببية المحتملة بين العوامل النفسية الاجتماعية والصحة على مستوى السكان. يقدم علماء النفس الصحي العام نتائج بحثية إلى المعلمين وصانعي السياسات ومقدمي الرعاية الصحية من أجل تعزيز صحة عامة أفضل. علم النفس الصحي العام متحالف مع تخصصات أخرى في الصحة العامة بما في ذلك علم الأوبئة والتغذية وعلم الوراثة والإحصاء الحيوي. تستهدف بعض تدخلات علم النفس الصحي العام الفئات السكانية المعرضة للخطر (على سبيل المثال، النساء غير المتعلمات والحوامل  والعازبات المدخنات) لا كل لسكان (على سبيل المثال، جميع النساء الحوامل).

### علم النفس الصحي المجتمعي
يبحث علم النفس الصحي المجتمعي في العوامل المجتمعية التي تسهم في صحة الأفراد الذين يعيشون في المجتمعات المحلية ورفاههم. يطور علم النفس الصحي المجتمعي تدخلات -على مستوى المجتمع- مصممة لمكافحة الأمراض وتعزيز الصحة البدنية والعقلية. كثيرًا ما يكون المجتمع المحلي هو مستوى التحليل، وكثيرًا ما يُسعى إليه بصفته شريكاً في التدخلات المتصلة بالصحة.

### علم النفس الصحي الحرج
يهتم علم النفس الصحي الحرج بتوزيع السلطة وتأثير الفوارق في السلطة على الخبرات والسلوك في مجال الصحة، وأنظمة الرعاية الصحية، والسياسة الصحية. يمنح علم النفس الصحي الحرج الأولوية للعدالة الاجتماعية والحق الشامل في الصحة للأشخاص من جميع الأعراق والجنسين والأعمار والمناصب الاجتماعية الاقتصادية. يعمل عالم النفس الصحي الحرج للتغيير، لا مجرد محلل أو مفهرس. تعَد الجمعية الدولية لعلم النفس الصحي الحرج المنظمة الرائدة في هذا المجال. 
علم النفس الصحي كالمجالات الأخرى من علم النفس التطبيقي، يشكل مجالاً نظرياً وتطبيقاً في آن واحد. يستخدم علماء النفس الصحي أساليب بحثية متنوعة. تشمل هذه الطرق إجراء تجارب عشوائية محكومة، وشبه تجارب، ودراسات طولية، وتصميمات سلاسل زمنية، ودراسات شاملة للقطاعات، ودراسات للسيطرة على الحالات، وأبحاث نوعية، فضلاً عن بحوث الإجراءات. يدرس علماء النفس الصحي مجموعة واسعة من الظواهر الصحية بما في ذلك أمراض القلب والأوعية الدموية (علم النفس القلبي) وعادات التدخين والعلاقة بين المعتقدات الدينية والصحة واستخدام الكحول والدعم الاجتماعي والظروف المعيشية والحالة العاطفية والطبقة الاجتماعية وغيرها. يعالج بعض علماء النفس الصحي الأفراد الذين يعانون من مشاكل في النوم أو الصداع أو مشاكل شرب الكحول، وما إلى ذلك. ويعمل علماء نفس صحي آخرون على تمكين أفراد المجتمع من خلال مساعدة أفراد المجتمع المحلي على السيطرة على صحتهم وتحسين نوعية الحياة في مجتمعات بأكملها.

## الأصول والتطور
تطور علم النفس الصحي بأشكال مختلفة في مجتمعات مختلفة. دُرست العوامل النفسية في الصحة منذ أوائل القرن العشرين من قبل تخصصات مثل الطب النفسي والجسدي في وقت لاحق، ولكن هذه كانت في المقام الأول فروع الطب لا علم النفس.
في الولايات المتحدة في عام 1969، أعدّ وليام شوفيلد تقريرا للجمعية الأمريكية لعلم النفس بعنوان دَور علم النفس في تقديم الخدمات الصحية. على الرغم من وجود استثناءات، فقد وجد أن البحث النفسي في ذلك الوقت كان يعتبر الصحة العقلية والصحة البدنية في كثير من الأحيان منفصلتين، ولم يكرس سوى القليل من الاهتمام لتأثير علم النفس على الصحة البدنية. اقترح سكوفيلد، أحد علماء النفس القليلين الذين يعملون في هذا المجال في ذلك الوقت، أشكالًا جديدة من التعليم والتدريب لعلماء النفس في المستقبل. في عام 1973، استجابت الجمعية الأمريكية لعلم النفس اقتراحه، بإنشاء فرقة عمل للنظر في الكيفية التي يمكن بها لعلماء النفس: (أ) مساعدة الناس على إدارة سلوكياتهم المتعلقة بالصحة. (ب) مساعدة المرضى على إدارة مشكلاتهم الصحية البدنية. (ج) تدريب موظفي الرعاية الصحية للعمل بشكل أكثر فعالية مع المرضى.
بدأ علم النفس الصحي في الظهور بصفته علما متميزا في علم النفس في الولايات المتحدة في السبعينيات. في منتصف القرن العشرين، كان هناك فهم متزايد في الطب لتأثير السلوك على الصحة. على سبيل المثال، أظهرت دراسة مقاطعة ألاميدا -التي بدأت في الستينيات من القرن الماضي- أن الأشخاص الذين يتناولون وجبات منتظمة (مثل الإفطار)، ويحافظون على وزن صحي، ويتلقون نومًا مناسبًا، ولا يدخنون، ويشربون القليل من الكحول، ويمارسون الرياضة بانتظام يعيشون لفترة أطول وبصحة أفضل. بالإضافة إلى ذلك، اكتشف علماء النفس وعلماء غيرهم العلاقات بين العمليات النفسية والعمليات الفزيولوجية. تشمل هذه الاكتشافات فهمًا أفضل لتأثير الإجهاد النفسي والاجتماعي على أجهزة القلب والأوعية الدموية والجهاز المناعي، والاكتشاف المبكر بأن أداء الجهاز المناعي يمكن أن يتعدل عن طريق التعلم.
في عام 1977، وبقيادة جوزيف ماتازو، أضافت الجمعية الأمريكية العلمية لعلم النفس قسمًا مخصصًا لعلم النفس الصحي. في المؤتمر الأول للشعبة، ألقى ماتاراتزو خطابًا لعب دورًا مهمًا في تحديد علم النفس الصحي. وحدد المجال الجديد بهذه الطريقة: «علم نفس الصحي هو مجمل المساهمات التعليمية والعلمية والمهنية المحددة في مجال علم النفس لتعزيز الصحة والحفاظ عليها، والوقاية من الأمراض وعلاجها، وتحديد التشخيص والمسببات المرضية، يرتبط بالصحة والمرض واختلال الوظائف ذات الصلة، وتحسين نظام الرعاية الصحية وتحليله وتشكيل السياسة الصحية». في ثمانينيات القرن العشرين، أُنشئت منظمات مماثلة في أماكن أخرى. في عام 1986، أنشأت الجمعية البريطانية لعلم النفس قسم علم النفس الصحي. تأسست الجمعية الأوروبية لعلم النفس الصحي في عام 1986. أُنشئت منظمات مماثلة في بلدان أخرى، بما في ذلك أستراليا واليابان. بدأت الجامعات في تطوير برامج تدريبية على مستوى الدكتوراه في علم النفس الصحي. في الولايات المتحدة، ووضِع برامج تدريب لعلم النفس الصحي بعد الدكتوراه للأفراد الذين أكملوا درجة الدكتوراه في علم النفس السريري.